# Jürgen Grabowski
Jürgen Grabowski (Wiesbaden, 1944. július 7. – Wiesbaden, 2022. március 10.) világ- és Európa-bajnok nyugatnémet válogatott német labdarúgó.

## Pályafutása
Grabowski csatárként kezdte a pályafutását, majd később középpályás lett. Karrierjének első klubjai az SV Biebrich 1919 és az FV Biebrich 1902 voltak. 1965-ben az Eintracht Frankfurthoz igazolt. A csapattal 1974-ben és 1975-ben német kupát, 1980-ban UEFA-kupát nyert. Az európai kupasorozatokban 40 mérkőzésen játszott, melyeken 9 gólt szerzett.
A német labdarúgó-válogatottban 44 alkalommal szerepelt és 5 gólt ért el. Tagja volt az 1966-os, az 1970-es és az 1974-es német világbajnoki keretnek is, ám 1966-ban nem lépett pályára.
Pályafutását 1980-ban fejezte be a Lothar Matthäus által okozott sérülése miatt.

## Sikerei, díjai

### Klubcsapattal
- Eintracht Frankfurt:
- Németkupa-győztes: 1974, 1975
- Intertotó-kupa-győztes: 1967
- UEFA-kupa-győztes: 1980
- Német bajnoki bronzérmes: 1975

### Válogatottal
- Világbajnok: 1974
- Világbajnoki ezüstérmes: 1966
- Világbajnoki bronzérmes: 1970
- Európa-bajnok: 1972